# Mighty Blue Angels FC
El Mighty Blue Angels es un equipo de fútbol de Liberia que juega en la Segunda División de Liberia, la tercera liga de fútbol más importante del país.

## Historia
Fue fundado en el año 1997 en la localidad de Unification Town de la capital Monrovia y su principal logro ha sido ganar la Copa de Liberia en la temporada 2002 luego de vencer en la final al Mark Professionals, además de ganar un título de segundo nivel.
A nivel internacional han estado en un torneo continental, en la Recopa Africana 2003, pero fueron descalificados por no renovar los permisos de los jugadores a tiempo para enfrentar al Asante Kotoko de Ghana.

## Palmarés
- Primera División de Liberia: 1

2012
- Copa de Liberia: 1

2002

## Participación en competiciones de la CAF
| Temporada | Torneo          | Ronda | Club          | Casa  | Visita | Global |
| --------- | --------------- | ----- | ------------- | ----- | ------ | ------ |
| 2003      | Recopa Africana | 1     | Asante Kotoko | w.o.1 | w.o.1  | w.o.1  |

1- MB Angels fue descalificado por no renovar los permisos de los jugadores a tiempo para el torneo.

## Jugadores destacados
- Bill Sheriff